# Adama Guira
Adama Guira (ur. 24 kwietnia 1988 w Bobo-Dioulasso) – burkiński piłkarz grający na pozycji środkowego pomocnika. Od 2021 jest zawodnikiem klubu Racing Rioja CF.

## Kariera klubowa
Swoją karierę piłkarską Guira rozpoczął w klubie RC Bobo-Dioulasso. W sezonie 2005/2006 zadebiutował w jego barwach w burkińskiej Superdivision. W 2007 zdobył z nim Puchar Burkiny Faso.
W 2008 wyjechał do Hiszpanii i został zawodnikiem klubu grającego w Segunda División B, CF Gavà. W sezonie 2009/2010 grał w Alicante CF, a w sezonie 2010/2011 był zawodnikiem UD Logroñés.
W 2011 został piłkarzem Djurgårdens IF. W Allsvenskan zadebiutował 7 sierpnia 2011 w zremisowanym 2:2 meczu z GAIS. W barwach Djurgårdens rozegrał 6 ligowych spotkań.
W 2012 został piłkarzem mołdawskiej Dacii Kiszyniów. W zespole zadebiutował 10 marca 2012 w zremisowanym 0:0 domowym meczu z Sheriffem Tyraspol. W sezonach 2011/2012 i 2012/2013 wywalczył z Dacią wicemistrzostwa Mołdawii.
W 2013 przeszedł do duńskiego SønderjyskE Fodbold. Zadebiutował w nim 21 lipca 2013 w zremisowanym 1:1 meczu z Odense BK. W sezonie 2016/2017 grał w RC Lens, w którym pierwszy mecz rozegrał 20 września 2016 z US Orléans (4:2).
Latem 2017 przeszedł do Aarhus GF. W lipcu 2019 został piłkarzem R&F występującego w Hong Kong Premier League. 6 lutego 2021 powrócił do SønderjyskE. W sierpniu 2021 został zawodnikiem hiszpańskiego Racing Rioja CF.
| Sezon   | Klub                | Kraj         | Rozgrywki          | Mecze | Gole |
| ------- | ------------------- | ------------ | ------------------ | ----- | ---- |
| 2005/06 | RC Bobo-Dioulasso   | Burkina Faso | Superdivision      | ?     | ?    |
| 2007    | RC Bobo-Dioulasso   | Burkina Faso | Superdivision      | ?     | ?    |
| 2007/08 | RC Bobo-Dioulasso   | Burkina Faso | Superdivision      | ?     | ?    |
| 2008/09 | CF Gavà             | Hiszpania    | Segunda División B | 27    | 0    |
| 2009/10 | Alicante CF         | Hiszpania    | Segunda División B | 34    | 1    |
| 2010/11 | UD Logroñés         | Hiszpania    | Segunda División B | 17    | 0    |
| 2011    | Djurgårdens IF      | Szwecja      | Allsvenskan        | 6     | 0    |
| 2011/12 | Dacia Kiszyniów     | Mołdawia     | Divizia Națională  | 9     | 3    |
| 2012/13 | Dacia Kiszyniów     | Mołdawia     | Divizia Națională  | 25    | 0    |
| 2013/14 | SønderjyskE Fodbold | Dania        | Superligaen        | 29    | 0    |
| 2014/15 | SønderjyskE Fodbold | Dania        | Superligaen        | 29    | 2    |
| 2015/16 | SønderjyskE Fodbold | Dania        | Superligaen        | 31    | 1    |
| 2016/17 | SønderjyskE Fodbold | Dania        | Superligaen        | 7     | 0    |
| 2016/17 | RC Lens             | Francja      | Ligue 2            | 7     | 0    |
| 2017/18 | Aarhus GF           | Dania        | Superligaen        | 20    | 0    |
| 2018/19 | Aarhus GF           | Dania        | Superligaen        | 30    | 0    |
| 2019/20 | R&F                 | Hongkong     | Premier League     | 11    | 0    |
| 2020/21 | SønderjyskE Fodbold | Dania        | Superligaen        | 4     | 0    |

## Kariera reprezentacyjna
W reprezentacji Burkiny Faso Guira zadebiutował 6 września 2010 w zremisowanym 1:1 towarzyskim meczu z Gabonem. W 2015 został powołany do kadry na Puchar Narodów Afryki. Był na nim rezerwowym i nie rozegrał żadnego meczu.
W 2017 ponownie został powołany do kadry na Puchar Narodów Afryki, na którym reprezentacja Burkiny Faso zajęła trzecią pozycję.